# Municipio de Puerto Morelos
Puerto Morelos, oficialmente llamado Municipio Libre de Puerto Morelos, es uno de los once municipios que integran el estado mexicano de Quintana Roo. Su cabecera es la ciudad homónima. Fue creado por el decreto 342 del Congreso de Quintana Roo, publicado el 6 de noviembre de 2015 en el Periódico Oficial del estado, durante la administración de Roberto Borge Angulo. Esta disposición entró en vigor el 6 de enero de 2016.
Puerto Morelos, Leona Vicario y Alfredo V. Bonfil, fueron las tres delegaciones en el municipio de Benito Juárez, que a partir de 2011 elevaron su rango a nivel de alcaldía, órgano descentralizado y auxiliar en la administración del municipio.
El 6 de noviembre de 2015 se publicó el decreto con el que se emancipó del municipio Benito Juárez con cabecera en Cancún, para convertirse en el undécimo municipio de Quintana Roo. El decreto entró en vigor a partir del 6 de enero de 2016 y se instaló un Consejo Municipal, mientras se elegía al primer ayuntamiento que tomó posesión el 30 de septiembre de 2016 con Laura Fernández Piña como primera presidente municipal.

## Geografía
El municipio de Puerto Morelos se encuentra en la zona norte del estado de Quintana Roo, al norte colinda con los municipios de Lázaro Cárdenas y Benito Juárez, al este con el municipio de Benito Juárez y el mar Caribe, al sur con los municipios de Solidaridad y Lázaro Cárdenas, y al oeste con el municipio de Lázaro Cárdenas. Su extensión territorial es de aproximadamente 1043.92 km². Su litoral costero mide aproximadamente 17.7 km. 

### Orografía e hidrografía
Como la mayor parte de la península de Yucatán, todo el territorio del municipio de Puerto Morelos se caracteriza por presentar un relieve muy escaso, con un suave declive hacia el mar de oeste a este, por lo tanto, el territorio nunca llega a tener una altitud mayor de 25 m sobre el nivel del mar. La zona costera delimita hacia la parte terrestre por bermas del Pleistoceno de aproximadamente 10 m de altura, y hacia el mar por una barra arenosa de 2 a 3 m de altura. Debido a la naturaleza kárstica del suelo continental, el agua de lluvia se filtra rápidamente a través de la roca calcárea hacia el acuífero, por tal motivo los ríos son subterráneos.

## Demografía
Puerto Morelos mantuvo del año 2005 al 2010 una tasa media de crecimiento de 19.10 % anual. De acuerdo a los datos del censo Inegi en 2020, el municipio cuenta con 26 921 habitantes:
| Localidad        | Población |
| Total Municipio  | 26 921    |
| Puerto Morelos   | 19 205    |
| Leona Vicario    | 7 028     |
| Central Vallarta | 57        |

### Representación Legislativa
Para la elección de Diputados locales al Congreso de Quintana Roo, y de diputados federales a la Cámara de Diputados del Congreso de la Unión, el municipio se encuentra integrado a los siguientes distritos electorales:
Local:
- VIII Distrito Electoral Local de Quintana Roo con cabecera en Cancún.

Federal:
- I Distrito Electoral Federal de Quintana Roo con cabecera en Playa del Carmen.[9]

## Presidentes Municipales
- (2016 - 2016):  Consejo Municipal
- (2016 - 2018):  Laura Lynn Fernández Piña
- (2018 - 2021):  Laura Lynn Fernández Piña
- (2021 - 2024):  Blanca Merari Tziu Muñoz